# Ärlinghundra härad
Ärlinghundra härad var ett härad i mellersta Uppland. Merparten av häradet är idag beläget i Sigtuna kommun i Stockholms län medan den nordligaste delen sedan år 1965 sorterar under Uppsala län och det som numera är Knivsta kommun. Arealen uppgick till drygt 294 km² och befolkningen år 1921 till 6 978 invånare. 
Ett tingsställe fanns tidigt i Bromsta i Odensala socken, för att år 1741 flytta till Märsta och 1885 till Kimsta i Seminghundra härad. År 1914 hamnade tinget åter inom häradets gränser i Åshusby i Norrsunda socken för att år 1921 definitivt flytta till Stockholm. 

## Geografi
Ärlinghundra härad var beläget längs de nordliga mälarfjärdarna Skarven, Sigtunafjärden, Skofjärden och Ekoln. Häradet bestod av oländiga och av vatten genomskurna strandbygder kring Mälaren, av jämnare och mer småkulliga områden i dess inre trakter samt av sandig skogsmark på Långåsen längst i öster. I söder gränsade Ärlinghundra härad mot Sollentuna och Vallentuna härader, Seminghundra och Långhundra härader gränsade i ost och nordost, Vaksala vid Fyrisåns utlopp i norr och Håbo härad låg tvärs över fjärdarna vid dess västra gräns.
Största tätorten är idag Märsta, belägen 40 km norr om Stockholm, som också är centralort i Sigtuna kommun. Sigtuna stad ingick inte i häradet men omslöts helt av dess område.

### Socknar
Ärlinghundra härad bestod av nio socknar.
I nuvarande Sigtuna kommun:
- Odensala
- Husby-Ärlinghundra
- Norrsunda
- Haga
- Sankt Per
- Sankt Olof

I nuvarande Knivsta kommun:
- Alsike
- Knivsta
- Vassunda

Sigtuna stad hade egen jurisdiktion, rådhusrätt, till 1948 då den uppgick i häradets jurisdiktion.

## Historia
Ärlinghundra härad var en del av det gamla uppländska folklandet Attundaland. Häradsnamnet skrevs Arlendahundæri under 1300-talet vilket betyder Arlänningarnas hundare/härad där Ar är en fornsvensk böjning av ordet Å. I medeltida dokument kallas området provincia Aarland. 
Ärlinghundra härad omslöt helt en av Sveriges äldsta städer nämligen Sigtuna och staden kom tidigt att spela en stor roll i den omkringliggande bygden, såväl som marknadsplats men även som en maktens stad. S:t Pers kyrka tros ha varit ärkestiftets domkyrka innan detta flyttades till Gamla Uppsala år 1164. Även S:t Olofs kyrka tros ha spelat en stor roll under tidigt 1100-tal och kan mycket väl tillhöra de äldsta kyrkorna i hela Sverige. I häradet märks annars en rad stora slottsanläggningar, däribland det kungliga Rosersberg, stormaktsslottet Steninge och det gamla slottet Venngarn, östtornskyrkan vid Husby-Ärlinghundra. Vid gränsen mot Seminghundra härad anlades på 1950-talet Stockholms nya storflygplats vilken fick sitt namn efter det gamla namnet på det härad den är belägen i - Arlanda.
Före 1557 räknades häradet som en del av Stäkes län.

## Län, fögderier, domsagor, tingslag och tingsrätter
Häradet har sedan 1715 hört till Stockholms län, innan dess Uppsala län (1634-1639, 1648-1651, 1654-1714) och i perioderna däremellan till Stockholms län. 1971 övergick socknarna som nu ligger i Knivsta kommun, Vassunda, Alsike och Knivsta socknar, till Uppsala län. Församlingarna i häradet tillhörde alla före 1 juli 1942 Uppsala stift, därefter Stockholms stift.
Häradets socknar hörde till följande fögderier:
- 1720-1881 Långhundra, Seminghundra och Ärlinghundra fögderi
- 1882-1917 Stockholms läns västra fögderi
- 1918-1966 Svartsjö fögderi
- 1967-1990 Sollentuna fögderi
- 1971-1990 Uppsala fögderi för Alsike, Knivsta och Vassunda socknar

Häradets socknar tillhörde följande domsagor, tingslag och tingsrätter:
- 1680-1884 Ärlinghundra tingslag i 
  - 1680-1689 Ärlinghundra, Håbo, Bro, Trögds, Åsunda och Lagunda häraders domsaga
  - 1689-1714 Ärlinghundra, Bro, Håbo, Åkers, Värmdö, Danderyds och Sollentuna häraders/skeppslags domsaga
  - 1715-1718 Långhundra, Seminghundra, Vallentuna, Ärlinghundra, Värmdö, Danderyd och Sollentuna häraders/skeppslags domsaga
  - 1719-1770 Danderyds, Långhundra, Seminghundra, Vallentuna, Ärlinghundra, Åkers, Värmdö, Sollentuna och Färentuna häraders/skeppslags domsaga
  - 1771-1843 Seminghundra, Långhundra, Ärlinghundra och Färentuna häraders domsaga
- 1844-1884 Långhundra, Seminghundra, Vallentuna och Ärlinghundra häraders domsaga, från 1879 benämnd Stockholms läns västra domsaga
- 1885-1970 Stockholms läns västra domsagas tingslag i Stockholms läns västra domsaga

- 1971-1976 Stockholms läns västra tingsrätt för Sigtuna kommun
- 1977-2007 Sollentuna tingsrätt och dess domsaga för Sigtuna kommun
- 2007- Attunda tingsrätt och dess domsaga för Sigtuna kommun
- 1971 Uppsala tingsrätt och dess domsaga för Knivsta kommun

### Webbkällor
- Nationella arkivdatabasen för uppgifter om fögderier, domsagor, tingslag och tingsrätter